# Stammliste der Wolkenstein

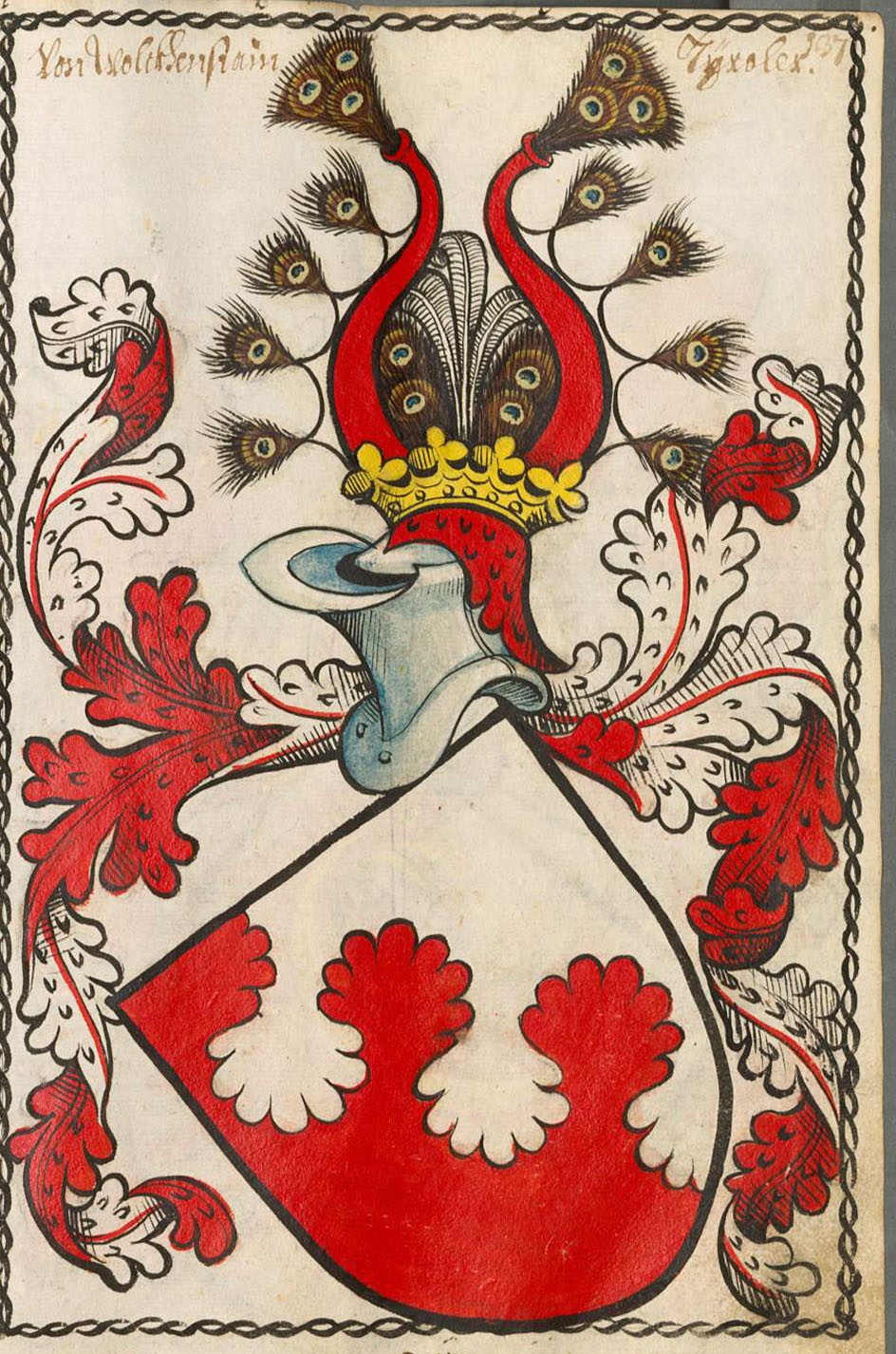
Wappen der Wolkenstein

Die Stammliste der Wolkenstein behandelt die Genealogie der Wolkenstein, eine Seitenlinie der Herren von Villanders, einem Uradelsgeschlecht in Tirol, dessen Wurzeln bis in das 12. Jahrhundert zurückreichen. Die Vilander/Wolkenstein erwarben 1293 die Burg und das Gericht Wolkenstein und nannten sich fortan „von Wolkenstein“. Friedrich III. erhob das Geschlecht 1476 in den Freiherrenstand, das sich schon bald in die Linien Wolkenstein-Trostburg auf der Trostburg und Wolkenstein-Rodenegg auf Schloss Rodenegg teilte. Die Trostburger Linie wurde 1630 in den Reichsgrafenstand erhoben, als Grafen zu Wolkenstein, Freiherren zu Trostburg und Neuhauß. Die Rodenegger Linie wurde 1564 zu Freiherren von Rodenegg erhoben, das Gesamtgeschlecht wurde 1569 mit dem Erbland-Stallmeister- und Vorschneideramt in Tirol belehnt.

## Verbindung zu anderen Geschlechtern
Die Wolkenstein (und die nahen Linien der Villanders) sind mit einigen Geschlechtern mehrfach verschwägert, so mit den Spaur mindestens 13-mal, den Thun / Thurn 10-, Firmian sechsmal, Fuchs, Waldburg fünfmal, Boymont viermal, Brandis, Vintler, Herren von Ems / Hohenems/Altemps, Khuen von Belasy dreimal. Zu hochfreien Geschlechtern und regierenden Familien wie den Hohenzollern, Habsburg und Liechtenstein gibt es familiäre Verbindungen. Als überwiegend römisch-katholisches Geschlecht stellten die Wolkenstein drei Bischöfe und einen Elekten, zahlreiche Mönche und Domherren, Angehörige von Ritterorden, Äbtissinnen und Nonnen. Die Wolkenstein dienten als Generäle, Minister und Landeshauptleute (besonders in Tirol) und waren auch als Diplomaten für verschiedene Herrscher im Einsatz. Das wohl berühmteste Mitglied des alten Geschlechts ist der Minnesänger Oswald von Wolkenstein.

## A. Linie Wolkenstein-Trostburg
Ab wann sich die Herren von Vilanders nach der Burg Wolkenstein „von Wolkenstein“ nannten ist nicht gesichert. Die Liste folgt dem Biographischen Lexikon des Kaiserthums Oesterreich (BLKÖ) bzw. Johann Hübners „Genealogischen Tabellen“ (1727) Tabelle 683. Randold und sein Sohn Konrad werden in Urkunden als erste „von Wolkenstein“ genannt.
Gerloch von Villanders († 1296) ⚭ Diemodis von Gufidaun († 1299)
A1. Heinrich von Villanders (um 1313) ⚭ I Gertraud N., ⚭ II Adelheid von Boymont
B1. Tegeno, 1331, ⚭ Wayrudis von Schönna
C1. Cyprian († 1398) ⚭ I Elisabeth von Runglstein († 1363) ⚭ II Katharina von Topsanin († 1386)
D1. Joachim † (vor dem Beilager) (⚭) Margaretha von Villanders
C2. Margareth ⚭ Franz Vintler († 1426), kauft 1397 Schloss Runkelstein
C3. Adelheid ⚭ Friedrich von Schöneck
C4. Clara ⚭ Engelmar von Villanders, 1376
C5. Oswald († 1360)
A2. Gottschalk von Villanders (gen. um 1299) ⚭ Leutgardis von Thurn
A3. Randold I. von Wolkenstein († 1319), Erbauer von Schloss Wolkenstein, 1291 nach seinem Sitz genannt, ⚭ I Dorothea von Rottenburg, 1299, ⚭ II Fonsina (Euphrosine von Peiß)
B1. Elisabeth ⚭ Althum von Boymont, 1318
B2. Margareth ⚭ Achaz von Boymont
B3. Johannes († 1336)
B4. Agnes ⚭ I Arnold von Veldthurns, ⚭ II Heinrich Graf Eschenlohe, 1343
B5. Richza ⚭ Garimbert von Firmian
B6. Konrad von Wolkenstein (gen. 1328, † 1373) ⚭ Ursula von Enn
C1. Ezelin von Wolkenstein, (1377–1394) ⚭ I Katharina Stuck von Buchenstein, erbte Burg und Herrschaft Buchenstein und Thurn am Gader, die ihr Joachim von Villanders abkaufte, 1389, ⚭ II Anna von Villanders
D1. Barbara ⚭ Leonard Schenk
D2. (I) Konrad von Wolkenstein († um 1450) von Stein auf dem Ritten ⚭ I Margareth Schenk, ⚭ II Cäcilia von Weineck, 1460.
E1. Dorothea († 1444) ⚭ Balthasar von Welsperg, 1442
E2. Margareth ⚭ N. Fuchs von Lebenberg
E3. Tochter N.
C2. Barbara ⚭ Georg von Groppenstein, 1370?
C3. Agnes, 1377 ⚭ Leonard von Hauenstein
C4. Wilhelm von Wolkenstein, († 1400) ⚭ I Diemodis von Greifenstein, ⚭ II Margareth verw. Pranger
D1. Barbara ⚭ 1394 Leonhard Schenk von Metzen
D2. Margareth ⚭ I 1422 Johann von Seben, ⚭ II 1432 Sigismund von Annenberg
D3. Christine († 1430) ⚭ Wilhelm von Seben
C5. Friedrich (gen. 1377, † 1401), Ritter, Pfandinhaber von Kastelruth ⚭ Katharina von Villanders, erbte 1382 als einzige Tochter Eckhard von Villanders Burg und Herrschaft Trostburg in Waidbruck
D1. Michael von Wolkenstein († 1446), Burggraf von Tirol, 1439 auf dem Turnier in Landshut, Stifter der Linie von Trostburg. ⚭ I Anna von Hohenegg, ⚭ II 1405 Anna Suppan von Mais.
E1. (I) Berthold († um 1491) ⚭ I Anna von Brandis in Vaduz, ⚭ II Anna von Schwangau, ⚭ III Justina Vintler von Plätsch
F1. Anton († 1522) ⚭ Margarethe Egger
G1. Anna (1568 was?) ⚭ I Michael von Neuhaus ⚭ II Michael von Teitenhofen
G2. Dorothea, (1524 ?) ⚭ Johann Renner
G3. Siegmund starb jung
G4. Paul starb jung
G5. Hans, († 1569) ⚭ I Barbara Trapp, ⚭ II Margareth von Fannberg († 1602).
H1. Oswald, ermordet von Franz Prack von Asch
H2. Anton, †
H3. Regina ⚭ Anton v. Mohrenberg 1605
H4. Helena ⚭ I Johann Jacob Römer von Maretsch, ⚭ II Friedrich Fuchs
H5. Anna ⚭ Christoph Friedrich von Friedberg
F2. Veit, †
F3. Wilhelm I. Freiherr von Wolkenstein († 1522), erster Freiherr ⚭ Anna von Annenberg († 1520)
G1. Wilhelm II. († 1577) 1539–1561 Mitglied der Regierung in Innsbruck, 1565 Landeshauptmann ⚭ I Anna Botsch von Zwingenberg († 1552), ⚭ II Benigna von Annenberg († 1586); → siehe A1. Linie nach Wilhelm II.
F4. Johann (1477–1515) ⚭ I Elisabeth, Gräfin Lodron, ⚭ II Margaretha Gräfin von Lupfen, diese ⚭ dann Siegmund von Welsperg
G1. Agnes († 1537) ⚭ Balthasar von Glös
G2. Georg ⚭ Anna von Leibnegk
F5. Barbara, †
F6. Christine, ⚭ Johann Anich von Churtätsch
E2. (I) Engghard († 1475) ⚭ Anna von Thun
E3. (I) Katharina ⚭ N. von Liechtenstein
E4. (II) Theobald von Wolkenstein († 1491) Bischof-Elekt von Trient, resignierte 1446 und starb als Pfarrer zu Sterzing 1491
E5. (III) Amalia ⚭ Leonhard von Velseck († 1470)
E6. (III) Beatrix ⚭ Johann von Schwangau
E2. (III) Pragenina ⚭ I Johann von Völs, ⚭ II Kaspar von Glös
D2. Anna ⚭ I Georg von Fraunberg, ⚭ II Georg von Freundsberg
D3. Oswald von Wolkenstein (* um 1377; † 2. August 1445) ⚭ Margareta von Schwangau; Stifter der Linie von Rodenegg, → siehe B. Linie Wolkenstein-Rodenegg
D4. Lienhard / Leonhard von Wolkenstein († 1435) ⚭ Ossana von Heimenhofen; Stifter der Linie von Aichach. Leonhard, Pfandinhaber von Kastelruth, kauft 1411 Schloss Aichach, stiftete einen Altar in Kastelruth
E1. Siegmund, 1488 Hofmarschall des Herzogs Siegmund
E2. Wolfgang († 1514), erster Freiherr dieser Linie, Mitinhaber von Gufidaun
F1. Georg, kämpfte an der Seite Maximilian I.
G1. Eustach von Wolkenstein zu Aichach, letzter im Mannesstamm, mit seinem Tod ist die Linie zu Aichach erloschen
G2. Ursula († 1563), jüngste Tochter, Äbtissin zu Sonnenburg
G3. bis ?
F2. bis ? weitere Kinder?
D5. Martha (1445 -was?) ⚭ Wilhelm von Liechtenstein
D6. Ursula ⚭ Leonhard von Thurn (1391–1425)
D7. Barbara ⚭ I Petermann von Niederthor, ⚭ II Heinrich von Freyberg, ⚭ III Marquard von Randeck, ⚭ IV Volkmar von Mansperg
C2. Johannes von Wolkenstein (1379–1420), 1415 Hofmeister Anna von Braunschweigs ⚭ Margaretha Haal/Häll von Suntheim
D1. Veit von Wolkenstein († 1442) ⚭ I Anna von Hohenegg, 1437, ⚭ II Helena von Freundsberg, 1439
E1. Margarethe (1450–1480) ⚭ Arnold von Niederthor
B7. Clara ⚭ Volkmar von Völs, 1351
B8. Randold II. († 1344) ⚭ Clara N.
C1. Nicolaus, um 1360
C2. Randold (1353–1360) ⚭ Adelheid von Andrian
B9. Mezza ⚭ Schweikart von Brandis, 1316
B10. Heinrich von Villanders (1305–1344) ⚭ Adelheid Fuchs von Eppan
C1. Nicolaus (um 1380) ⚭ Elisabeth von Rischon
C2. Konrad († 1388) Domherr zu Brixen 1370–1388
C3. Udalrich von Villanders († 1347) ⚭ Agnes von Vellenberg
C4. Johannes von Villanders (1352–1395) ⚭ Barbara von Plätsch
D1. Ursula ⚭ Johann von Montalban
D2. Anna ⚭ I Peter von Suntheim, ⚭ II Walther von Hohenklingen
D3. Sigismund (1394–1405) ⚭ Barbara von Aur († 1408)
C5. Randold III. (1344–1370) ⚭ I Adelheid von Seben, ⚭ II Isolda Fink von Katzenzung, 1370
A4. Mezza, ⚭ Hermann von Bingen
A5. Nicolaus (um 1300) ⚭ Adelheid von Starkenberg
A6. Pethlina, (gen. 1282) ⚭ Pilgrin von Castellrut

## A.1. Linie nach Willhelm II. Freiherr von Wolkenstein-Trostburg
Wilhelm II. († 1577) 1539–1561 Mitglied der Regierung in Innsbruck, 1565 Landeshauptmann; erhielt die Herrschaft Neuhaus an der Etsch als Pfand, ⚭ I Anna Botsch von Zwingenberg († 1552), ⚭ II Benigna von Annenberg († 1586)
A1. (I) Kaspar I. (* 1529; † 1605), Stadthauptmann von Trient, seit 1568 Erbland-Stallmeister und Vorschneider in Tirol (gemeinsam mit Christoph von Wolkenstein-Rodenegg), Stifter der Linie Ivano zu Trient, ⚭ 1552 Elisabeth Lang von Wellenberg (siehe Schloss Wellenberg; † 1590)
B1. Herrand/Hörandt (* 1. November 1559; † 16. Juni 1631) ⚭ Barbara von Scherenberg und Goldegg († 4. Juni 1588)
C1. Albert/Albrecht (* 16. November 1582 Innsbruck; † 27. Juli 1654 Trient) Stadthauptmann von Trient, ⚭ 1609 Johanna von Madruzzo (1586–1666), To. v. Gaudenz Graf Madrutz/Madruzzo und Katharina Ursini, sie erbte den Ansitz Pardell und Castel Toblino
D1. Gaudenz Fortunat (* 30. Oktober 1629; † 29. Oktober 1693 beides in Trient) geheimer Rat, erhielt die Herrschaft Ivano östlich von Trient, seit 1667 Graf ⚭ um 1655 Margaretha von Hohenems/Altemps und Gallese (1637–1714), To. v Peter von Hohenembs, Herzog zu Gallese, und Isabella Markgräfin von Lantes
E1. Kaspar III. (* 2. Februar 1663; † 5. April 1729 beides in Trient), ebenfalls Stadthauptmann ⚭ 1694 Maria Anna Gräfin Trautson († 18. Juni 1716)
F1. Anton Franz (* 16. August 1698; † 28. Juni 1750) ⚭ 30. Mai 1745 in Reutte Maria Anna von Späth-Zwiefalten (* 6. April 1726; † 26. Februar 1807)
G1. Maria Aloysia (* 16. Dezember 1747 Treint; † 6. Oktober 1815 Leopoldskron) ⚭ 7. Januar 1766 Leopold Anton Graf Firmian (* 25. September 1737; † 2. Juni 1828)
H1. Leopold Anton Graf Firmian (1679–1744) Fürsterzbischof von Salzburg, Bischof von Lavant, Seckau und Laibach
H2. Maria Anna Gräfin Firmian (* 11. Juli 1777 Passau; † ?) ⚭ Anton Maria von Wolkenstein-Trostburg, Nachkomme von  Engelhard Theodorich [A17./F1.]
G2. Pius Fidelis († 21. November 1829), Gerichtsherr von Villanders; letzter männliche Nachkomme der Linie Ivano zu Trient
E2. Isabella, († 1737) ⚭ Johann Graf Belgiojoso-Barbiano.
E3. Johanna, (* 9. März 1659; 29. April 1720) ⚭ 1677 Johann Vigil Graf Thun (* 6. Mai 1650; † 9. Juli 1731)
E4. Anton Dominikus von Wolkenstein-Trostburg / Anton Dominik (* 29. Januar 1662; † 5. April 1730), Fürstbischof von Trient
E5. Franz, († 1717) Franziskaner
E6. Peter Anton von Wolkenstein-Trostburg (* um 1665 Trient; † 11. August 1729 in Schwetzingen) kurpfälzischer Kammerherr.
E7.–E11. Marcus, Anicet, Leopold, Johann und Albert starben jung
C2. Kaspar II. (* 1584) ⚭ Felicitas von Liechtenstein
C3. Elisabeth, (* 1585, †) ⚭ I) Christoph von Spaur, ⚭ II Wilhelm von Boymont
C4. Barbara (* 1586) ⚭ I Johann Christoph Colonna von Fels, ⚭ II Petrus von Spaur
C5. Herrand (* 1587, † 1636)
B2. Leonore (* 1561, †) Stiftsdame in Hall
B3. Ferdinand (* 1573; † 1599) ⚭ Anna Maria Truchseß-Waldburg
B4. Sidonie (* 1575) ⚭ Johann Graf Trautson († 1597)
B5. Kaspar Matthäus, deutscher Ordensritter 1626
B6. Georg Balthasar, †
B7. Johann Jacob, †
B8. Anna Elisabeth, †
B9. Ismaria, †
B10. Johanna, †
A2. (I) Melchior Hannibal (* 1537; † 1596) ⚭ I Genovefa Christina Gräfin Spaur († 1573), ⚭ II Eleonore Truchseß von Waldburg
B1. Barbara (* 1565, †) ⚭ Johann Jacob von Liechtenstein
B2. Christoph Franz (* geb. 1567; † 1633), Präsident zu Ensisheim im Elsass, unmittelbarer Reichsstand ⚭ 1593 Maria Gräfin von Eberstein; gründeten die Linie von Eberstein
C1. Paul Andreas (* 1595; †) Frh von Wolkenstein und Eberstein, seit 1628 Graf, ⚭ Maria Gräfin Hohenzollern (-Hechingen?)
D1. Eleonore
D2. Johanna
D3. Maximilian Felix
C2. Felicitas (* 1596; †)
C3. Johanna († 1660) ⚭ Johann Jacob Truchseß Waldburg-Zeil
C4. Matthias Medardus
B3. Hippolytus (* 1569; †) Domherr
B4. Johanna Maria (* 1571) ⚭ Christoph Vintler († 1614)
B5. Katharina († 1618) Äbtissin im Klarissenkloster Brixen
B6. Adam von Wolkenstein-Trostburg (* 1583; † nach 1635) deutscher Ordensritter
A3.(I) Maria (* 1544; † ?) ⚭ Fernand Freiherr von Spaur († 1614)
A4 (I) Anna (* 1545; † ?) ⚭ Anton Freiherr von Spaur († 1565)
A5. (I) Apollonia, †
A6. (I) Barbara, †
A7. (I) Karl Theodor, †
A8. (I) Wolf
A9. (I) Balthasar Georg
A10. - A13. (I) Christine, Elisabeth, Euphrosine und Maria (? starben in Kindheit??)
A14. (II) Euphrosine
A15. (II) Wilhelm III. (* 1554; † 1636), Freiherr von Wolkenstein zu Trostburg und Neuhaus, Erbstallmeister in Tirol; erbaute den „Ansitz Hohensaal“ (heute Institut der Englischen Fräulein) in Meran, ⚭ I Sophie von Payersberg († 1594), ⚭ II Eleonore Gräfin Lamberg, Freiin von Orttenegg und Ottenstain († 1608), ⚭ III Rosine Gräfin Trauttmansdorff († 1615), ⚭ IV Barbara von Brandis († 1616), ⚭ V Barbara von Arz.
B1. [I] Berthold Graf von Wolkenstein (* 1584) ⚭ I Secunda Regina von Firmian. ⚭ II 1648/49 Maria Sybilla von Freyberg zu Achstetten und Prunern
C1. Ferdinand († 1679) ⚭ Claudia Regina von Khuen-Belasy
D1. Anna Regina (* 1670; †)
D2. Siegmund Ferdinand (* 1671; †)
D3. Barbara Rosa (* 1672; †)
D4. Johann Wilhelm (* 1673; †) ⚭ Franziska Sidonia To. v. Georg Nikolaus Graf von Rosenberg
D5. Karl Joseph (* 1674; †)
D6. Paul Gottlob (* 1677; †)
D7. Joseph Joachim (* 1678; †)
C2. (II) Maria Leopoldine Sophia (* 28. Januar 1649 St. Jakob Innsbruck; † vor 1683), ⚭ 22. September 1670 Paris Franziskus Graf Spaur, dieser heiratet 1683 dann Maria Anna Gräfin Fugger († 1683)
C3. Nicolaus, Mönch zu Rams
C4. Wilhelm, Domherr zu Passau
C5. Berthold († 1675) ⚭ Johanna Sabina Freiin von Freiberg
D1. Sigmund Ignaz von Wolkenstein-Trostburg (* 1644; † 22. Dezember 1696 Innsbruck), ab 1686 Präsident und Statthalter des Erzbischofs Max Gandolf von Kuenburg, 1686 bis 1696 Fürstbischof von Chiemsee
D2. Franz Friedrich, Domherr zu Augsburg und Ellwangen
D3. Maria Leopoldine (* 28. Januar 1649), Nonne?
C6. Leopold ⚭ Maria Francisca Gräfin von Hohenems
D1. Johann Georg (* 1650)
D2. Sigismund († 1715) ⚭ Christine Freiin von Heinsdorf
E1. Maximilian Leopold (* 1683)
E2. Leopoldine Francisca (* 1684; † 1733) ⚭ Johann Joseph von Schlandersberg
B2. (I) Maria Sophie (* 1585) ⚭ Georg von Khuenburg
B3. (I) Maximiliana (* 1590) ⚭ 12. Juni 1617 Hugo Graf von Hallweil
B4. Johann Friedrich, †.
B5. Beatus † (als Kind gestorben?)
B6. Wilhelm †
B7. Arbogast †
B8. Christoph Wilhelm, †
B9. Siegmund
B10. (II) Sabina Victoria (* 16. März 1596; † 1684) ⚭ 2. Mai 1616 Albrecht Liebsteinsky von Kolowrat, Sohn des Johann Liebsteinsky und der Katharina von Payersberg
B11. (II) Benigna Isabella (* 1604) ⚭ Ehrenreich von Trauttmansdorff
B12. (II) Siguna Eleonore (* 1606) ⚭ Albert Graf Kolowrat
B13. (II) Anna Regina (* 1608) ⚭ Siegmund Freiherr Händl von Goldrain
A16. (II) Marx Sittich von Wolkenstein (Marcus Sittich; * 11. Mai 1563, † Okt./Nov. 1619), erster Chronist Südtirol, Soldat, kaufte 1599 die Burg Rafenstein, schrieb eine 14-bändige Chronik Tirols, ⚭ I 1589 Anna Maria Gräfin Trautson († 17. März 1602), ⚭ II 16. April 1603 Victoria Gräfin Arco, verw. Hieronymus von Lodron.
B1. (I) Marcus Oswald (* 1592; † 1636) ⚭ Anna Maria Khuen von Belasy
C1. Maria, (* 1614, †) Nonne
C2. Johanna, †
C3. Anna Margarethe († 1610) ⚭ Johann Siegmund Graf Thun (1594–1646)
C4. Johann Dominik /Ignaz Dominik († 1676) ⚭ I Anna Maria Truchseß von Waldburg-Zeil, ⚭ II Maria Francisca Eusebia Truchseß von Waldburg-Trauchburg
D1. (II) Susanna, (* 1656; † 1672) ⚭ Johann Joseph Graf Händl von Goldrain
D2. Marcus Friedrich Jakob Anton († 1719) ⚭ Anna Katharina Gräfin Wolkenstein, To. v. Johann Baptist (* 1665), Enkelin von Engelhard Theodorich [A17.]
E1. Dorothea Margaretha (* 1687)
E2. Johann Franz (* 1690)
E3. Anna Katharina (* 1691)
E4. Johann Paris (* 1694)
E5. Kasper Paris Dominikus Cajetan (* 4. Januar 1696 Brixen; † 1774) Landeshauptmann von Tirol ⚭ (Maria) Anna Franciska Theresia Gräfin Thurn-Taxis (* 16. März; † 1773)
F1. Paris Ignaz ⚭ Anna Elisabeth Gräfin Aspremont († 1805)
G1. Franz († 1821) hat alle seine Güter in Tirol verkauft und sich in Erzherzogtum Österreich ansässig gemacht ⚭ Anna von Starhemberg
H1. Ernst (* 28. Februar 1782, † 2. Mai 1861) ⚭ Karoline Gräfin Eszterházy (* 18. März 1787; † 24. August 1829)
I1. Pauline (* 6. Mai 1805) ⚭ Heinrich Graf Bellegarde († 17. Juni 1871)
I2. Elisabeth (* 6. Mai 1805, † 4. März 1872) ⚭ Karl Friedrich Otto Graf Wolkenstein, Nachkomme von Engelhard Theodorich [A17./G2.]
I3. Anton (* 18. Februar 1807, † Februar 1877) ⚭ Marie Gräfin Erdödy (* 4. Juni 1817)
J1. Oswald Robert (* 6. Januar 1843) ⚭ Marie Gräfin Schaffgotsche (* 24. Juni 1856)
K1. Oswald Anton (* 17. Juni 1879)
J2. Anton Gobert (* 7. Juli 1844) ⚭ Pauline Schaumburg (* 1. Mai 1850)
K1. Marie (* 17. Januar 1873)
K2. Karoline (* 14. Februar 1878)
H2. Albertine (* 14. Juni 1788), savoyische Stiftsdame
H3. Marie (* 1. September 1794; †) ⚭ Stephan Graf Szirmay
H4. Caroline (* 11. Mai 1802) ⚭ Ludwig Graf Szirmay
G2. Maria Anna († 1828) ⚭ Alois Graf Arz
G3. Francisca, († 1808) ⚭ Joseph Freiherr von Sternbach
G4. Joseph (* 24. Oktober 1760) Domherr in Brixen
G5. Leopold Militan (* 6. August 1765, † 3. Januar 1845)
F2. Anna ⚭ Graf Ferrari Freiherr von Taufers
F3. Maria Francisca (* 10. Dezember 1734; † 5. Januar 1793) ⚭ Johann Graf Aspremont
E6. Therese Clara (* 1699)
E7. Marc Friedrich (* 1705; †)
D3. Francisca, †
D4. Maria Anna ⚭ Karl Seifried Fuchs zu Lebenberg
D5. Maria Johanna ⚭ Johann Franz Freiherr von Zinnenberg
D6. Paris Dominik 1679
D7. Veit Dominik († 1711) ⚭ Marina Gräfin von Gondola
D8. Franz Friedrich, Propst zu Augsburg
B2. (I) Anna Maria (* 1595; † 1617) ⚭ Georg Wilhelm von Arz.
B3. (II) Maria Anna, (* 1613; ?) ⚭ Ferdinand Freiherr von Schneeberg
B4. (II) Wilhelm Pius ⚭ Anna von Firmian
A17. (II) Engelhard Theodorich/Dietrich (* 1566; † 16. Dezember 1647) ⚭ Ursula Gräfin Wolkenstein-Rodenegg (* 1578; † 1636) Tochter von Karl (1557–1618) und Johanna Gräfin Fugger († 1597)
B1. Anna Katharina (* 1595, ) ⚭ Maximilian Graf Trautson
B2. Martin Ulrich (* 1606) Kapuziner, mit dem Klosternamen Franz
B3. Maximilian Karl (* 12. Juni 1609 Innsbruck; † 7. Juli 1677 Trostburg) ⚭ I Johanna Katharina von Welsperg, ⚭ II 14. Juli 1648 in Linz Maria Christina von Paumgarten (um 1610–1677)
C1. Anton Albin († 1720) ⚭ I Francisca Freiin Händl von Goldrain, ⚭ II 1689 Maria Barbara Kässler Freiin von Boimont
D1. Anna Margarethe ⚭ Johann Balthasar Freiherr Baltheser
D2. Maximilian Sebastian / Franz Maria Sebastian Maximilian († 1773) ⚭ 1734 Maria Franciska Eleonora Eusebia Freiin von Recordin und Neun zu Zellberg, To. v. Jakob Recordin und Neun zu Zellberg, Radegg und Hanberg und Katharina Maximiliana Freiin von Planta zu Wildenberg und Riedberg
E1. Joseph Franz († 1792) ⚭ I Antonie Gräfin Arz, ⚭ II Margarethe Egger
F1. Caroline ⚭ I Felix Graf Völs, ⚭ II Johann Graf Welsperg
F2. Felicia († 1801), Stiftsdame in Regensburg
F3. Robert
E2. Aloisia († 1790) ⚭ Paris Graf Wolkenstein-Rodenegg → siehe unten B2. Linie nach Andreas, B7.
E3. Karl Theodor († 1780/89), Propst zu Innichen
E4. Anton Albin Sebastian (* 28. Dezember 1737; † 1720), deutscher Ordensritter
D3. Franz Anton ⚭ Francisca Potentiana Gräfin Engl von Wagrein
E1. N. N. Gräfin Wolkenstein ⚭ Johann Lasser von Moos
D4. Clara Theresia ⚭ Franz Ignaz Graf Coreth
D5. Jacob Joseph († 1720)
C2. Maria Anna ⚭ Johann Jacob Freiherr von Rabenstein
C3. (II) Ferdinand Karl († 9. Dezember 1687) ⚭ 19. November 1674 in Schramberg Kunigunde Felizitas Freiin von Bissingen (* 17. November 1650; † 22. April 1714)
D1. Leopold Karl (* 1683; † 1768), Domherr zu Brixen
D2. Johann Joseph (* 1685; † 1765) ⚭ Maria Clara Magdalena Freiin von Lehne/Lechner von Waldberg (* 12. August 1704; † 26. April 1760)
E1. Anton Maria Joseph (* 23. März 1726; † 11. April 1806 beides in Trient) ⚭ Katharina von Pichlmayr (* 27. Juli 1742; † 30. Dezember 1810)
F1. Anton Maria (* um 1775; † 16. Jänner 1808) großherzogl. Würzburgischer Staatsminister, ⚭ I Theresia Gräfin Enzenberg, ⚭ II 5. November 1797 in Passau Maria Anna Gräfin Firmian (* 11. Juli 1777; † 1828) Nachkommin von Kaspar [A1./H2.]
G1. (II) Leopold von Wolkenstein-Trostburg (Leopold Johann Bapt.) (* 8. Juli 1800 Passau; † 30. Januar 1882 Trient) Landespräsident und erster Tiroler Landeshauptmann 1860–1861, dann Mitglied des Herrenhauses; unverheiratet
G2. Karl Friedrich Otto (* 10. September 1802 Passau; † 2. November 1875 Teplice) ⚭ Elisabeth Gräfin Wolkenstein-Trostburg (* 6. Mai 1805; † 4. März 1872) Nachkommin von Markus Sittich [A16./I2.] → siehe A.2. Linie nach Karl Friedrich Otto
G3. Wilhelm (* 1803; †)
G4. Joseph Franz (* 1807, †)
D3. Johann Franz (* 1686; † 1739) ⚭ I Ursula Finger zu Friedberg, ⚭ II Clara Margarethe Gräfin Wolkenstein-Trostburg (1678–1702) / verweis
E1. Franz Karl (* 1724; † vor dem Vater)
D4. Jacob Joseph (* ) ⚭ I) Francisca Prudentia Gräfin Engl von Wagrein, ⚭ II Maria Clara Katharina Freiin von Lehne
D5. Claudia, Stiftsdame
D6. Eleonore ⚭ N. Freiherr von Manincor
C4. Maximilian Vigilius († 1718), Domherr in Brixen
C5. Ursula
B4. Hieronymus Engelhard (* 1610; † 1652), Domherr zu Trient
B5. Wilhelm (* 1614) Jesuit
B6. Leopold († 1665) ⚭ Maria Eleonore von Mörsberg, später Franziskaner, mit dem Klosternamen Elzearius
B7. Konrad Theodorich /Dietrich († 1661) ⚭ 1639 Katharina Freiin Händl von Goldrain († 1678)
C1. Johann Baptist (* 1665) ⚭ Margarethe Khuen von Aur († 1708)
D1. Helene Margarethe ⚭ Guidobald Franz Graf Spaur
D2. Anna Katharina ⚭ Marcus Friedrich Graf Wolkenstein († 1719) Sohn von Johann Dominik, Urenkel von Marcus Sittich [A16./B1./C4./D2.]
B8. Engelhard, Kapuziner, mit dem Klosternamen Joseph
B9. + B10. Anna Anastasia und Ursula, Stiftsdamen in Hall

## A.2. Linie nach Karl Friedrich Otto
Karl Friedrich Otto Graf Wolkenstein-Trostburg (* 10. September 1802 Passau; † 2. November 1875 Teplice) ⚭ Elisabeth Gräfin Wolkenstein-Trostburg (* 6. Mai 1805; † 4. März 1872) Tochter des Anton Maria Graf Wolkenstein-Trostburg, Nachkommen von Markus Sittich, siehe oben A.1. Linie nach Willhelm II. [A16./I2.]
A1. Leopold Karl Anton (* 9. April 1831 Passau; † 14. Juni 1893 Trient)
A2. Anton von Wolkenstein-Trostburg Anton Karl Simon (* 2. August 1832 Brunnersdorf, Böhmen; † 5. Dezember 1913 Valsugana, Trentino) österreichischer Diplomat, ⚭ 16. Juni 1886 in Berlin Marie von Schleinitz, geb. von Buch, verw. Gräfin von Schleinitz (1842–1912); keine Kinder
A3. Karl Ernst Hugo (* 1. Januar 1834; † 17. Oktober 1865)
A4. Wilhelm (* 1. November 1836 Brunnersdorf; † 12. Februar 1915 Trient) ⚭ 10. Juli 1866 in Kulm Elisabeth Gräfin von Westphalen zu Fürstenberg (* 3. Dezember 1845; † 3. September 1917), Tochter von Otto Franz Westphalen von Fürstenberg (1807–1856) und Christiane von Canitz und Dallwitz (1824–1880)
B1. Christiane (* 8. August 1873 Teplice; † 7. März 1939 Wien) ⚭ Friedrich Bernhard Eugen Resseguier von Miremont (* 2. September 1873; † 16. Januar 1946)
C1. Elisabeth Marie Thaddea (1909–2000) ⚭ 1930 Clemens Salvator von Österreich-Toskana ab 1930 „von Altenburg“ (1904–1974); neun Kinder, ein Enkel ist Leopold Altenburg (* 1971)
B2. Karl (* 19. Jänner 1875)
B3. Leopold (* 21. Mai 1876)
B4. Elisabeth (* 8. Oktober 1877; † 17. April 1948) ⚭ 1916 Rüdiger Stadlmayr (1886–1963), Eltern der Viktoria Stadlmayer
B5. Margarethe (* 19. Dezember 1880)
B6. Maria (* 28. Oktober 1882; † 1. Juni 1965) ⚭ 1912 Romuald von Jaworski
C1. Elisabetta Jaworski von Wolkenstein (1915–1959) ⚭ Don Filippo Caracciolo di Castagneto, 3. Duca di Melito (1903–1965)
B7. Oswald (* 8. März 1886; † 23. Oktober 1928) ⚭ 1927 Leopoldine Roner
A5. Karoline (* 21. September 1838; †)
A6. Heinrich (* 7. Jänner 1841 Brünn; † 12. Februar 1897 Wien)
A7. Anna (* 21. September 1845 Brunnersdorf; † 17. Oktober 1918 Lucca) ⚭ 29. Dezember 1877 in Trient Roger Marchese Maurigi di Casa Maurigi (1843–1919)
A8. Engelhard-Dietrich Anton Maria (* 14. Dezember 1848 Teplice; † 23. Februar 1922 Lobris in Niederschlesien) ⚭ 30. April 1878 in Prag Ernestine Gräfin von Nostitz-Rieneck (* 20. Oktober 1857; † 7. November 1930)
B1. Ernst (* 13. Mai 1879 Prag; † 21. Juni 1955 München) ⚭ 1927 Elisabeth Charlotte Prinzessin zu Hohenlohe-Schillingsfürst (1895–1962)
B2. Engelhardine (* 21. Oktober 1880 Prag; † 12. August 1944 Halle an der Saale)
B3. Caroline (* 29. September 1882 Prag; † 5. März 1979 Wien) ⚭ 1907 Maximilian Graf von Waldburg-Zeil-Hohenems (1870–1930)
B4. Wilhelmine (* 7. November 1883; † 27. März 1964 Halle an der Saale) ⚭ 1904 Karl Ernst von Krosigk (1875–1935)
B5. Franziska (* 11. August 1889 Wildstein; † 3. März 1971 Alexanderbad bei Wunsiedel) ⚭ 1910 Alexander Graf von Ballestrem (1874–1937)
B6. Anna (* 21. Jänner 1892) ⚭ 1920 Max Gähwyler
B7. Dietrich-Anton (* 22. Oktober 1894 Wildstein; † 3. Oktober 1979 Hohenems) ⚭ 1925 Marie Stoviczek
B8. Heinrich (* 24. Jänner 1896 Prag; † 29. Mai 1971 Meran)
B9. Eleonore (* 13. Dezember 1898 Lobris in Niederschlesien; † 24. Februar 1972 Halle an der Saale)

## B. Linie Wolkenstein-Rodenegg

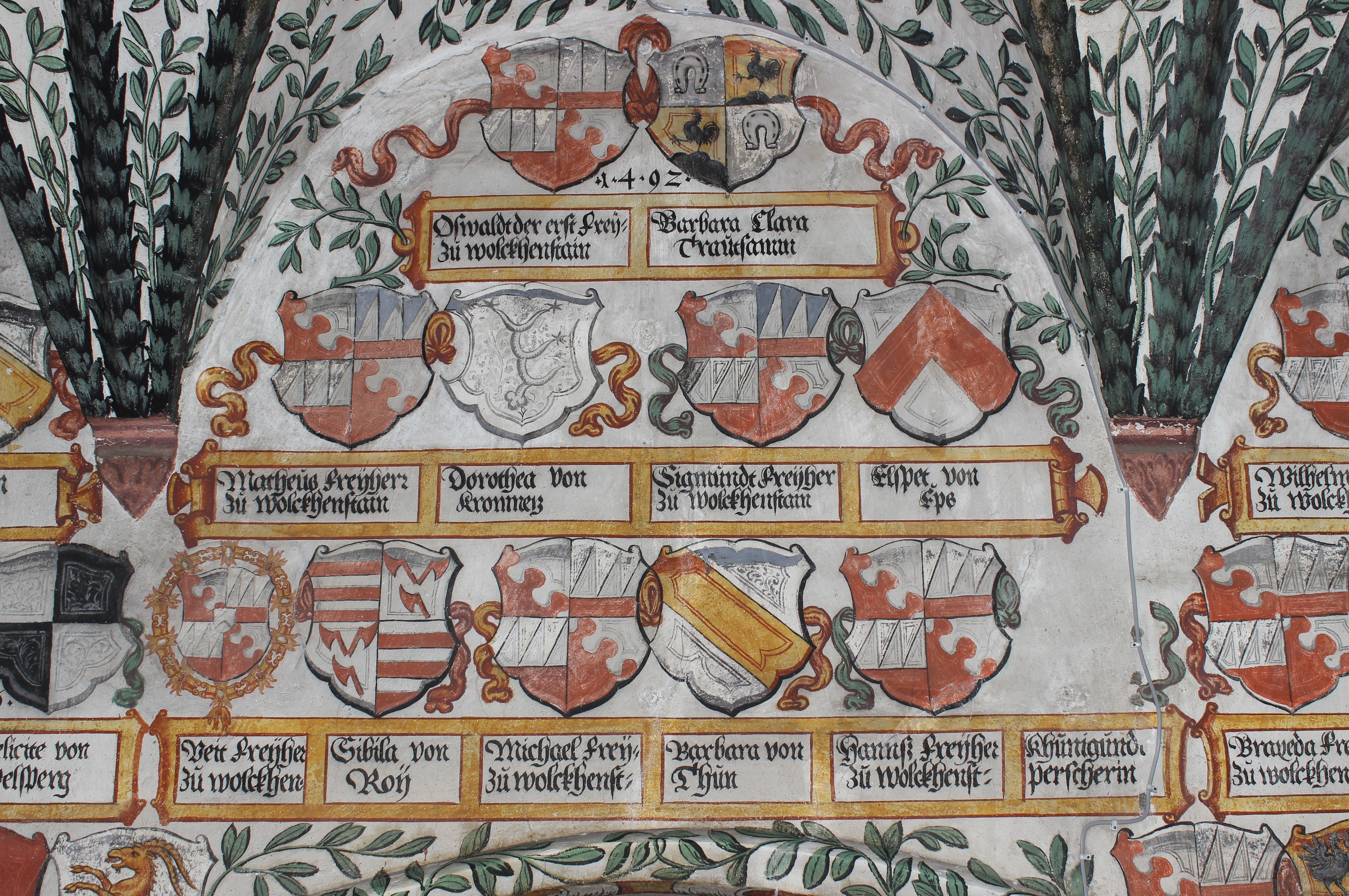
Wappensaal im Institut der Englischen Fräulein, Meran

Oswald von Wolkenstein (* um 1377 vermutlich auf Burg Schöneck; † 2. August 1445 Meran), Dichter, Komponist und Politiker ⚭ 1417 Margareta von Schwangau (* um 1390 Burg Hinterhohenschwangau; † nach 1451); Stifter der Linie von Rodenegg
A1. Maria († 1478), Klarissin in Brixen, dann Äbtissin im Klarissenkloster Meran
A2. Gotthart († vor 1441) (oder Georg?)
A3. Oswald Freiherr von Wolkenstein († 1498) erster Freiherr von Wolkenstein, ⚭ Barbara von Trautson († 1495)
B1. Praxedes, 1497 ⚭ Oswald von Schroffenstein
B2. Matthias 1474, ⚭ Dorothea von Crommetz (heiratet dann Nicoline Firmian)
C1. Sigismund †
C2. Sabine ⚭ Wolfgang von Preysing
C3. Gotthard († 1513) ⚭ Anna von Payersberg-Boimont.
D1. Katharina ⚭ Jacob von Trapp († 1563)
C4. Christoph (? 1498), Domherr in Brixen
B3. Georg, †
B4. Christoph, †
B5. Georg, Domherr in Brixen, dann Bischof
B6. Sigismund, 1491, ⚭ I Elisabeth von Eps, ⚭ II Margareth Röll
C1. Barbara ⚭ Jacob von Fraunhofen
C2. Sigismund Eustach ⚭ Dorothea Hälin von Suntheim
C3. Anna, 1533, ⚭ Karl von Trapp
B7. Christiana, †
B8. Afra, †
B9. Crescentia,
B10. Genovefa ⚭ Anton von Thun
B11. Veit († 1498/99), Ritter des goldenen Vlies, unmittelbarer Reichsstand, ⚭ Sybilla von Arschot de Rhoo
B12. Michael († 1523) Ritter des goldenen Vlies, ⚭ Barbara von Thun († 1509)
C1. Philipp Jacob, †
C2. Bianca/Blanca, †
C3. Regina Blanca († 1539) ⚭ Alexander Graf Ortenburg († 1548), Sohn von Ullrich II. Graf Ortenburg und Veronika Freiin von Aichberg
C4. Eleonore († 1569) ⚭ Wolfgang Graf Montfort († 21. März 1540)
C5. Veit (* 1506; † 1536) ⚭ Susanna von Welsperg († 1530)
D1. Christoph der Ältere (* 1530; † 1600) ⚭ Ursula Freiin von Spaur (1532 – 1575)
E1. Veit (* 1555; † 1575) deutscher Ritter
E2. Karl (* 1557; † 1618) ⚭ Johanna Gräfin Fugger († 1597)
F1. Michael (* 1559), ab 1630 Graf, ⚭ Anna Eleonore Gräfin Spaur
F2. Ursula (* 1578; † 1636) ⚭ Engelhard Theodorich Graf Wolkenstein-Trostburg (* 1566, † 18. Dezember 1674) siehe oben Wolkenstein-Trostburg [A17.]
F3. Susanna (* 1579) ⚭ Kaspar Beyer von Caldif
F4. Felicitas, Stiftsdame in Hall
F5. Sybilla, Stiftsdame in Hall
F6. Marcus, starb jung
F7. Cäcilie, starb jung
E3. Barbara, †
E4. Barbara (* 1568; † 1636) ⚭ Johann Kaspar von Künigl († 1636)
E5. Katharina (* 1556; †)
E6. Susanna (* 1555; † 1574)
E7. Georg (* 1559; † 1614)
E8. Christoph der Jüngere (* 1560; † 1615) ⚭ Ursula Gräfin Madruz
F1. Fortunat (* 1583; † 1660) ⚭ I Anna Maria von Hohenems, ⚭ II Johanna von Königseck
G1. (I) Eleonore Ursula, ab ca. 1710 Stiftsdame zu Buchau, dann ⚭ Marco Felice Graf Bol
G2. (I) Karl
G3. (II) Felicitas, † in Mantua
G4. (II) Claudia Seraphica von Wolkenstein-Rodeneck (* 1625; † 21. Juli 1688 Vreden), Äbtissin im Stift Freckenhorst und im Stift Heerse
G5. (II) Johanna, Äbtissin in den Niederlanden
G6. (II) Felicitas
G7. (II) Anna Maria / Maria Anna Antonia Elisabeth, Nonne
G8. (II) Elisabeth, Äbtissin in Köln 1682
G9. (II) Fortunatus, starb jung
G10. (II) Christoph Franz d. Ältere († 1679) ⚭ Katharina Gräfin Spaur
H1. (II) Christoph Franz d. Jüngere († 1707) ⚭ Anna Apollonia Gräfin Sinzendorf († 1700) → siehe unten B.1. Linie nach Christoph Franz d. Jüngere
F2. Nikolaus von Wolkenstein (* 4. Januar 1587 Lienz; † 4. April 1624 Padua) 1619 Bischof von Chiemsee, 1612 Statthalter in Salzburg
F3. Margarethe Helene (* 1589; †) ⚭ Jacob von Trapp
F4. Johann Gaudenz (* 1590, † 1638), deutscher Ordensritter
F5. Udalrich (* 1592; †), deutscher Ordensritter
F6. Katharina (* 1604; †)
F7. Johann Jacob †, deutscher Ordensritter
F8. Georg †
F9. Christoph Andreas †
F10. Helene ⚭ Siegmund von Welsperg
F11. Cäcilie, Stiftsdame
F12. Ursula, Stiftsdame
F13. Veit †
E9. Udalrich, (* 1564, † 1627), deutscher Ritter
E10. Michael († 6. Juni 1604), Propst zu Salzburg.
E11. Sigismund (* 1554; † 1626) ⚭ I Anna Helene von Firmian († 1601), ⚭ II Johanna Fuchs von Fuchsberg († 1602)
F1. Christoph (* 1581, † ?) Kapuziner
F2. Veit (* 1583) Jesuit, früher Domherr in Brixen, Salzburg und Trient
F3. Helene ⚭ Richard Graf Khuenburg
F4. Johanna ⚭ Nicolaus von Lodron, nach dessen Tod Äbtissin auf Nonnberg (1637–1657)
F5. Johannes (* 1585) Freiherr, ab 1630 Graf, Landeshauptmann a. d. Etsch 1628–1636; ⚭ I 1615 Benigna Elisabeth Gräfin Kolowrat (1582–1636), ⚭ II Felicitas Gräfin Spaur
G1. Johannes Andreas (* 1643; † 1715) ⚭ Elisabeth Freiin von Wittenbach
H1. Andreas († 1723) ⚭ Clara Margaretha Gräfin Wolkenstein-Trostburg (1678–1702) → siehe unten B.2. Linie nach Andreas
H2. Bernhard, †
H3. Barbara, †
H4. Clara Theresia ⚭ Freiherr Franz Lechner von Waldberg
H5. Maria Anna
G2. Franz Christoph, 1668 ⚭ Claudia Freiin von Schneeberg († 1655)
H1. Isabella
G3. Johannes, †. Domherr in Salzburg
G4. Johanna Helene, ⚭ Marc Siegmund Graf Welsperg
G5. Katharina Benigna († 1672) ⚭ I Christoph Freiherr von Rechberg, ⚭ II Christoph Siegmund Freiherr von Welsperg
G6. Anna Dorothea ⚭ Graf Oettingen
G7. Christina Juliana †
F6. (I) Georg Ulrich von Wolkenstein-Rodeneck (* 2. November 1598), deutscher Ordensritter, dann Domherr in Brixen
F7. Sigismund ⚭ Elisabeth Gräfin Wartemberg
F8. Margarethe †
F9. Dorothea, †
F10. Katharina, †
F11. Barbara, †
E12. Johannes (* 1561; † 1587)
C6. Katharina (* 1505; † 1568) ⚭ I Georg von Auersperg, ⚭ II Karl von Welsperg († 1562)
C7. Anna (* 1509; † 1582) ⚭ Hildebrand von Glös († 1569)
B13. Wilhelm, †
B14. Oswald, †
B15. Balthasar, †
B16. Johannes († 1494) ⚭ I Gertrud von Montani, ⚭ II Kunigunde Peitscher (⚭ dann Siegmund von Pappenheim)
C1. Amalie ⚭ Johann Truchseß von Wolfhausen
C2. Oswald († 1533) ⚭ Margarethe Gräfin von Helfenstein († 1555)
D1. Siegmund, wurde ermordet
D2. Hans Jacob († 1563) ⚭ Elisabeth von Madruzzo
E1. Ernst († 16. April 1616), 1583 Domherr in Salzburg, 1587 Dechant in Brixen, 1606 Dechant in Trient
E2. Helena Katharina ⚭ I David Freiherr von Spaur, ⚭ II David Freiherr von Thannberg
E3. Cordula
C3. Anna Elisabeth († 1512) ⚭ Hugo von Niederthor
C4. (I) Sabina Polyxena († 1494) ⚭ I Hartmann Kraiger von Kraigk, ⚭ II Georg Puchheim
B17. Barbara ⚭ I Konrad von Ampringen, ⚭ II Bernhard von Andlau
A4. Friedrich (gen. 1453; † 1456)
A5. Michael, Domherr in Brixen
A6. Leo
A7. Tochter NN
A8. Veit ⚭ Barbara von Weineck (laut BLKÖ)

## B.1. Linie nach Christoph Franz d. Jüngere
Christoph Franz Graf Wolkenstein-Rodenegg († 1707) ⚭ Anna Apollonia Gräfin Sinzendorf († 1700)
A1. Michael Fortunat († 1757) ⚭ Josepha Maria Theresia Gräfin Särnthein, To. v. Sigmund Graf von Särnthein und Maria Elisabeth Gräfin Trauttmannsdorff
B1. Theodor von Wolkenstein-Rodenegg († 29. Oktober 1795), k.k. Generalmajor, ⚔ vor Mainz 29. Oktober 1795; ⚭ 14. September 1768 Anna Gräfin Clary und Aldringen (* 1746; † um 1802), erbt Petersberg und Neuburg am Rhein
C1. Leonard Joseph / Joseph Carl Theodor Ignaz (* 18. November 1765; † 15. August 1844) ⚭ Maria Anna Gräfin Thurn-Valsassina (* 11. Februar 1775, † 1843)
D1. Maria Anna Leonarda (* 2. September 1796; † 5. Februar 1878) ⚭ Philipp Freiherr Fenner von Fenneberg († 19. Oktober 1824)
D2. Ernst Friedrich Leonhard (* 13. Februar 1799; † 1. Mai 1870) ⚭ Maria Anna Gräfin Spaur (* 14. August 1805)
E1. Karl Maria Leonard (* 31. März 1831; †. Oktober 1854) ⚭ Marie Ebner von Rosenstein (* 21. Mai 1835), ⚭ dann Anton Kerner
E2. Aurelie Theresie Leonarda (* 23. Juli 1832) ⚭ Ludwig Joseph Maria Graf Ferraris
E3. Henriette Karolina Leonarda (* 24. September 1834)
E4. Oswald Ernst Leonard (* 24. August 1835; †)
E5. Arthur von Wolkenstein-Rodenegg (Arthur Karl Marie Leonard; * 4. Januar 1837 Silz; † 14. Juni 1907 Innsbruck), Schriftsteller, Politiker, 1878 Landeshauptmann-Stellvertreter ⚭ Amalie Burlo von Ehrwall (* 23. März 1840)
F1. Arthur Ernst Leonard Veit (* 22. Oktober 1861)
F2. Wolfgang Anton (* 16. August 1865)
E6. Karoline Amalie Leonarda (* 14. November 1840) ⚭ Rudolf Freiherr von Schneeburg
D3. Alexander Victor Leonard (* 16. Juni 1805) ⚭ I Elise von Wigand (* 18. Oktober 1824; † 1. April 1863), ⚭ II Karoline Freiin Pilati von Tassul (* 15. Jänner 1836)
E1. Philipp (* 25. April 1847; †)
E2. Ernst (* 3. September 1859; † im März 1863)
D4. Friedrich Ulysses Leonard (* 7. Juni 1807; † 3. Februar 1855) ⚭ I Karoline von Jenull (* 20. April 1809; † 7. April 1841), ⚭ II Marie Chizzali von Bonfardin (* 13. November 1822; † 31. Oktober 1859)
E1. Sophie Leonarde (* 19. Oktober 1838), Stiftsdame
E2. Oswald (* 26. März 1841, †)
E3. Albert (* 12. November 1848)
C2. Wenzel von Wolkenstein-Rodenegg († 12. September 1807/ oder 31. Dezember 1805) ⚭ Maria Theresia von Thurnau (* 24. Juni 1780)
B2. Anton, († 1803), k. k. Hauptmann.
B3. Maria Theresia († 1797), ab 1765? Stiftsdame in Innsbruck?
A2. Anna Elisabeth, †
A3. Anna Eva, †
A4. Anna Katharina, 1759 Oberin des englischen Fräuleinstiftes in Bamberg

## B.2. Linie nach Andreas von Wolkenstein-Rodenegg
Andreas von Wolkenstein-Rodenegg  († 1723) ⚭ Clara Margaretha Gräfin Wolkenstein-Trostburg (* 1678; † 1702)
A1. Bernhard Joseph (* 1716; † 1793) ⚭ Theresia Freiin Balthescr von Lebenfeld († 1788)
B1. Maria Clara (* 1737; †)
B2. Johanna Margaretha (* 1739; †)
B3. Johann Kaspar (* 1740; †)
B4. Johann Jacob (* 1745; †)
B5. Francisca (* 1746; † 1827)
B6. Maria Anna ⚭ Freiherr von Au
B7. Paris (* 1739; † 15. Oktober 1814) Landeshauptmann von Tirol, ⚭ I Aloisia Gräfin Wolkenstein-Trostburg, (siehe oben A.1 Linie nach Willhelm II. A17.) ⚭ II Rosa Gräfin Cavriani († 19. März 1808), verw. Kaspar Graf Trapp

C1 Karl (* 6. Februar 1768; † 15. März 1849) ⚭ Magdalena Gräfin Spaur (* 19. Oktober 1778; † 2. Juli 1857)
D1. Elisabeth (* 1796; † 1839) ⚭ Johann Graf Trapp
D2. Rosa (* 1799; † 1845) ⚭ Karl Freiherr von Seyffertitz
C2. Renata (* 9. November 1769; † 26. Dezember 1795), erst Stiftsdame in Innsbruck, ⚭ dann Victor Freiherr Lochau
C3. Clara (* 1779; †), Stiftsdame in Innsbruck
C4. Theresia († 1788), Stiftsdame in Regensburg
C5. Francisca († 1792)
C6. Benedict, Mönch
C7. Maximilian (* , †), Domherr in Brixen, dann Pfarrer in Meran
C8. Alois (* 22. Oktober 1779; †), Domherr in Trient
C9. Bernhard († 1810), Major
C10. Paris, († 1800), Offizier
C11. Felix, († 1800), Offizier
B8. Josepha ⚭ Philipp Freiherr von Giese
A2. Josepha Christine (* 1708) ⚭ Graf Seyboltstorf
A3. Joseph, †

## Abkürzungen und Erklärung

### Erklärung
| Text       | bedeutet                                  | oder                   |
| 1848/50    | 1848 ODER 1850                            |                        |
| 1848–50    | VON 1848 BIS 1850                         | zwischen 1848 und 1850 |
| 1848?      | fraglich oder unsicher                    |                        |
| 1848       | um 1848                                   |                        |
| Hans/ Hans | FETT die Angabe in BLKÖ/ weitere Vornamen |                        |

### Abkürzungen und Symbole
| *      | geboren                 | R.         | Ritter                       | NÖ, nö     | Österreich unter der Enns , -isch |
| ~      | getauft                 | Hr         | Herr                         | OÖ, oö     | Österreich ob der Enns , -isch    |
| ⚭      | Eheschließung, Hochzeit | Frhr       | Freiherr                     | Ktn, ktn   | Kärnten, kärntnerisch             |
| %      | Scheidung, geschieden   | Frn        | Freifrau, Freiin             | Stmk, stmk | Steiermark, steirisch             |
| †      | gestorben               | Gf         | Graf                         | Tir, tir   | Tirol, tirolerisch                |
| X      | gefallen                | Gfn        | Gräfin                       | Slb, slb   | Salzburg, Salzburger              |
| ▭      | begraben in             |            |                              | Böh, böh   | Böhmen, böhmisch                  |
| gen.   | genannt                 | Verord.    | Verordneter (der Landschaft) | Mähr, mähr | Mähren, mährisch                  |
| rel    | kirchliche Hochzeit     | Verord.Ri. | Verordneter des Ritterstands | Krn, krn   | Krain, krainer                    |
| civ    | zivile Eheschließung    | Verord.Hr. | Verordneter des Herrenstands | Ung, ung   | Ungarn, ungarisch                 |
| To. v. | Tochter von             | Hptm       | Hauptmann                    | erbl.      | erbländisch                       |